# Tall Timbers
Tall Timbers es un lugar designado por el censo (en inglés, census-designated place, CDP) ubicado en el condado de Saint Mary, Maryland, Estados Unidos. Según el censo de 2020, tiene una población de 451 habitantes.

## Geografía
La localidad está ubicada en las coordenadas 38°10′11″N 76°32′21″O / 38.16972, -76.53917. Según la Oficina del Censo de los Estados Unidos, tiene una superficie total de 3.94 km², de la cual 3.56 km² corresponden a tierra firme y 0.38 km² es agua.

## Demografía
Según el censo de 2020, hay 451 personas residiendo en Tall Timbers. La densidad de población es de 126.69 hab./km². El 90.0% de los habitantes son blancos, el 2.4% son afroamericanos, el 1.8% son asiáticos, el 0.9% son de otras razas y el 4.9% son de una mezcla de razas. Del total de la población, el 4.0% son hispanos o latinos de cualquier raza.